# 토사구팽
토끼를 다 잡으면 사냥개를 삶는다는 뜻으로 요긴한 때는 소중히 여기다가도 쓸모가 없게
되면 천대하고 쉽게 버림을 비유해 이르는 말. 사기(史記)의 회음후전(淮陰侯傳)에 나오는 말.